# Besset
Besset är en kommun i departementet Ariège i regionen Occitanien i södra Frankrike. Kommunen ligger  i kantonen Mirepoix som ligger i arrondissementet Pamiers. År 2022 hade Besset 165 invånare.

## Befolkningsutveckling
Antalet invånare i kommunen Besset
Referens: INSEE